# Nantes-Rezé Métropole Volley
Maillots
Le Nantes-Rezé Métropole Volley est un ancien club français de volley-ball fondé en 2006 qui était basé à Nantes et Rezé (Loire-Atlantique). Les matchs se déroulaient à la Salle sportive métropolitaine de la Trocardière de Rezé, jusqu'à sa disparition en juillet 2024, à la suite d'importantes difficultés financières ayant conduit à son dépôt de bilan.

## Historique

### La naissance (2006)
Nantes Rezé Métropole Volley est né en juin 2006 de la fusion des équipes premières masculine des Ailes sportives Bouguenais-Rezé volley-ball (club créé en 1952) et du Club sportif Léo Lagrange volley-ball de Nantes (club créé en 1964).

### Les premiers pas du club en compétition (2006-2009)
- En avril 2006, l'équipe fanion masculine de l'ASB Rezé Volley-Ball terminait 2e de sa poule de Nationale 3, obtenant ainsi le droit d'évoluer en Nationale 2 pour la saison suivante. Dans la même poule, l'équipe de Léo Lagrange Nantes Volley-Ball se classait à la 3e place. En juin 2006, les dirigeants de ces deux clubs décidaient de créer ensemble Nantes Rezé Métropole Volley.
- Lors de la saison 2006-2007, l'équipe de l'UGS Nantes Rezé Métropole Volley, formée des meilleurs joueurs nantais et rezéens était engagée en Nationale 2 et décrochait la 2e place de sa poule, accédant ainsi à l'élite amateur, la Nationale 1.
- En 2007-2008 : pour sa première saison en Nationale 1, Nantes Rezé Métropole Volley se classait 8e sur 14 équipes.
- En 2008-2009 : Nantes Rezé Métropole Volley se classait 4e et accédait à la Ligue B, devenant ainsi la première équipe masculine professionnelle de volley-ball de l'agglomération nantaise.

### La découverte du monde professionnel (2009)
- En 2009-2010 : Pour sa première saison au niveau professionnel, Nantes Rezé Métropole Volley remportait le Championnat de France de Ligue B et se hissait au plus haut niveau du volley-ball français, la Ligue A.
- En 2010-2011 : Nantes Rezé Métropole Volley se classait 7e et se qualifiait pour les play-offs, performance exceptionnelle pour un promu. Éliminé en 1/4 de finale par Poitiers, le futur champion (2 matchs à 1).
- En 2011-2012 : 5e, qualifié pour les play-offs. Éliminé en demi-finale par Tours.
- En 2012-2013 : 3e, qualifié pour les play-offs et la Coupe d'Europe CEV Cup. Éliminé en 1/4 de finale par Paris.
- En 2013-2014 : 8e, qualifié pour les play-offs. Éliminé en 1/4 de finale contre Paris.
- En 2014-2015 : 12e.
- En 2015-2016 : 7e, qualifié pour les play-offs. Éliminé en 1/4 contre Paris.
- En 2016-2017 : 9e. Première participation à la finale de la Coupe de France (défaite).
- En 2017-2018 : 10e. Eliminé en demi-finale de la Coupe de France.
- En 2018-2019 : 8e, qualifié pour les play-offs. Éliminé en 1/4 contre Tours.
- En 2019-2020 : Nantes termine à la 5e place, mais les play-offs n'ont pas eu lieu en raison de la pandémie de Covid-19.
- En 2020-2021 : Nantes termine à la 12e place - Participation à la Coupe d'Europe
- En 2021-2022 : 9e
- En 2022-2023 : 2e de la saison régulière. Demi-finaliste des playoffs. Qualifié pour la CEV Cup.
- En 2023-2024: Nantes remporte la première Coupe de France de son histoire en battant Montpellier 3 sets à 0.

### Dépôt de bilan
En juillet 2024, le Nantes-Rezé Métropole Volley cesse ses activités en raison de graves difficultés financières. Malgré une saison 2023-2024 couronnée de succès, avec une deuxième place en saison régulière et la victoire de la première Coupe de France de son histoire en mars 2024, le club affichait un déficit estimé à 450 000 euros.
Cette situation financière a conduit la Commission d'aide et de contrôle des clubs professionnels (CACCP) à refuser l'agrément du NRMV pour évoluer en Ligue A lors de la saison 2024-2025, entraînant sa rétrogradation administrative au niveau amateur. Face à l'ampleur du déficit et aux perspectives limitées de redressement, le club a décidé de déposer le bilan en juillet 2024, mettant fin à 18 ans d'existence. Cette disparition a eu pour conséquence la perte d'emploi pour une quinzaine de salariés, joueurs et membres du staff, ainsi que la privation pour la Salle sportive métropolitaine de la Trocardière de Rezé de son principal occupant.

## Résultats sportifs

### Palmarès
- Championnat de Ligue B (1)
  - Vainqueur : 2010
- Coupe de France de Volley : 
  - Vainqueur : 2024

### Bilan par saison
| Saison    | Division    | Saison régulière | Phase finale     | Coupe de France    | Coupes d'Europe         |
| --------- | ----------- | ---------------- | ---------------- | ------------------ | ----------------------- |
| 2023-2024 | Ligue A     | 2e               | Quarts de finale | Vainqueur          | Tour éliminatoire       |
| 2022-2023 | Ligue A     | 2e               | Demi-finale      | Huitième de finale | -                       |
| 2021-2022 | Ligue A     | 9e               |                  |                    |                         |
| 2020-2021 | Ligue A     | 12e              | -                | Annulée            | Seizième de finale (en) |
| 2019-2020 | Ligue A     | 5e               | Annulée          | Quart de finale    | -                       |
| 2018-2019 | Ligue A     | 8e               | Quart de finale  | Quart de finale    | -                       |
| 2017-2018 | Ligue A     | 10e              | -                | Demi-finale        | -                       |
| 2016-2017 | Ligue A     | 9e               | -                | Finale             | -                       |
| 2015-2016 | Ligue A     | 7e               | Quart de finale  | Quart de finale    | -                       |
| 2014-2015 | Ligue A     | 12e              | -                | Huitième de finale | -                       |
| 2013-2014 | Ligue A     | 8e               | Quart de finale  | Huitième de finale | -                       |
| 2012-2013 | Ligue A     | 3e               | Quart de finale  | Huitième de finale | -                       |
| 2011-2012 | Ligue A     | 5e               | Demi-finale      | Huitième de finale | -                       |
| 2010-2011 | Ligue A     | 7e               | Quart de finale  | Seizième de finale | -                       |
| 2009-2010 | Ligue B     | Vainqueur        | -                | 1er tour           | -                       |
| 2008-2009 | Nationale 1 | 4e               | -                | 3e tour            | -                       |
| 2007-2008 | Nationale 1 | 8e               | -                | -                  | -                       |
| 2006-2007 | Nationale 2 | 2e (Poule A)     | N/A              | -                  | -                       |

## Joueurs et personnalités du club

### Entraineurs
| Rang | Nom               | Période   |
| ---- | ----------------- | --------- |
| 1    | Jean-Michel Roche | 2006-2007 |
| 2    | Éric Martin       | 2008-2009 |
| 3    | Martin Demar      | 2009-2017 |
| 4    | Fulvio Bertini    | 2017-2021 |
| 5    | Hubert Henno      | 2021-2024 |

## Historique des logos

2006-2011
2011-2013
2013-2024